# 謝霖 (永樂進士)
謝霖，福建宁德县人，明朝政治人物、進士出身。

## 生平
永樂四年，登進士。后選為翰林院庶吉士，編撰永樂大典。